# Варенівка
Варенівка — село, адміністративний центр Варенівського сільського поселення Неклинівского району Ростовської області.
Чисельність населення — 3148 осіб (2010 рік).
Основний рід діяльності населення — сільське господарство. Вирощуються редис, петрушка, базилік, помідори та огірки.
В селі існує православна церква.
На півдні села зупинний пункт залізниці 1286 км.

## Географія
Село розташоване за 7 км на північний схід від міста Таганрог та за 2 від узбережжя Азовського моря на березі річки Самбек.

### Вулиці
| - пр. Комсомольський, - пр. Мирний, - пр. Підгірний, - пр. Джерельний, - пр. Урожайний, - пр. Шкільний, | - вул. Авангардна, - вул. Променева, - вул. Магістральна, - вул. Жовтнева, - вул. Партизанська, - вул. Першотравнева, | - вул. Петровська, - вул. Російська, - вул. Садова, - вул. Радянська, - вул. Соціалістична. |